# Gießen (regiune)
Regierungsbezirk Gießen este una dintre cele trei regiuni administrative de tip Regierungsbezirk ale landului Hessa, Germania, localizată în centrul landului și cu capitala în orașul Gießen.
Celelalte două regiuni administrative de acest tip din Hessa se numesc Darmstadt și Kassel.
| Districte rurale (Landkreis) 1. Lahn-Dill-Kreis 2. Gießen 3. Limburg-Weilburg 4. Marburg-Biedenkopf 5. Vogelsbergkreis | Orașe cu statut aparte (Sonderstatusstadt) 1. Gießen 2. Marburg 3. Wetzlar |